# Автошлях Р 57
Автошля́х Р 57 — автомобільний шлях регіонального значення в Україні. Проходить територією Херсонської області через Олешки — Голу Пристань — Скадовськ — 80,9 км.
Під'їзд до м. Олешок — 2,6 км.
Разом — 83,5 км.

## Маршрут
Автошлях проходить через такі населені пункти:
| Автошлях Р 57          |        |
| Херсонська область     |        |
| Олешківський район     |        |
| Олешки                 | E97М17 |
| Підлісне               |        |
| Голопристанський район |        |
| Кохани                 |        |
| Гола Пристань          | Т 2216 |
| Скадовський район      |        |
| Михайлівка             |        |
| Новомиколаївка         |        |
| Скадовськ              | Т 2213 |